# 세계 관광 기구
세계 관광 기구(世界觀光機構, World Tourism Organization, UNWTO)는 유엔의 전문 기구로 스페인 마드리드에 본부를 두고있는 관광에 대한 국제기구이다.

## 개요
1925년 헤이그에서 설립된 《국제관설관광기구》(International Union of Official Travel Organizations, 약칭 :IUOTO)을 전신으로 1975년에 설립되어, 2003년 12월에 유엔의 전문 기관이 되었다. 2006년 1월 현재 회원국은 150 개, 연합 회원국 지역은 7개에 달한다.
유엔의 전문 기관이 되기 이전에는 약어를 WTO로 사용하고 있었기 때문에, 나중에 설립된 세계 무역 기구(WTO)와 혼동되기도 하였다. 유엔 전문기관이 된 이후 2005년 12월 1일, 유엔의 약어인 UN을 따서 약어를 UNWTO로 하기로 결정하였다.
일본 오사카에 《아시아 태평양 지역 사무소》에 있는 세계 관광기구 아시아 태평양 센터가 1995년 6월 26일 설치되었다. 세계관광기구는 2년에 1번 총회를 개최한다. 2001년 제 13회 총회는 일본과 한국에서 공동 개최되었다.
2009년 10월 7일 열린 《제18차 총회 본회의》에서 2011년에 열리는 차기 총회 개최국으로 한국으로 확정했다.

## UNWTO 서기
- 1975년 ~ 1985년 로버트 로나티 (프랑스)
- 1986년 ~ 1989년 윌리발드 파 (오스트리아)
- 1996년 ~ 1999년 안토니오 엔리케 사비낙 (멕시코)
- 1998년 ~ 2008년 프란체스코 프랑기알리 (이탈리아)
- 2008년 ~ 2018년 탈레브 리파이 (임시) (요르단)
- 2018년 ~ 주라브 폴리올리카빌리(조지아)

## 같이 보기
- 세계 관광의 날